# آني لولا برايس
آني لولا برايس (بالإنجليزية: Annie Lola Price)‏ هي قاضية أمريكية، ولدت في 3 يونيو 1903م في كولمان في الولايات المتحدة، وتوفيت في 18 يونيو 1972م في مونتغومري في الولايات المتحدة.

## وقت مبكر من الحياة
ولدت آني لولا برايس في 7 يونيو 1903 في كولمان، ألاباما، لوالديها لينا ماي (نيي كولبيبر) والدكتور ويليام هنري برايس.  بعد الالتحاق بالمدارس العامة، التحق برايس بكلية أثينا بأثينا، ألاباما.  ثم التحقت بكلية ويلر للأعمال في برمنغهام قبل أن تعود إلى كولمان لقراءة القانون في مكتب أكويلا أ. غريفيث وقاضي المحكمة العليا في ألاباما جويل بي براون.  اجتازت برايس امتحان المحاماة في عام 1928، مما جعلها واحدة من أوائل المحاميات في ألاباما.  بعد فترة وجيزة من اجتياز اختبار البار، في أوائل ثلاثينيات القرن العشرين، حصلت برايس على رخصة الطيران الخاصة بها وأصبحت عضوًا في تسعة وتسعون طيارًا.